# Chromis delta
Chromis delta, thường được gọi là cá thia rạn đá sâu, là một loài cá biển thuộc chi Chromis trong họ Cá thia. Loài này được mô tả lần đầu tiên vào năm 1988.

## Phân bố và môi trường sống
C. delta có phạm vi phân bố rộng khắp vùng biển Đông Ấn Độ Dương và Tây Thái Bình Dương. Chúng được tìm thấy từ Maldives và đảo Giáng Sinh ở phía đông Ấn Độ Dương trải dài về phía đông đến Fiji; phía bắc đến đảo Đài Loan; phía nam đến Vanuatu và Tonga. C. delta sống xung quanh những rạn san hô và đá ngầm ở độ sâu khoảng 3 – 65 m.

## Mô tả
C. delta trưởng thành dài khoảng 7 cm. Cơ thể có màu nâu sẫm, bụng có màu lam xám. Có một dải trắng bao quanh cuống đuôi và có rìa đen. Có một đốm đen lớn ở gốc vây ngực. Thức ăn của C. delta là những sinh vật phù du. Chúng thường bơi theo đàn hoặc sống đơn độc, gần các hang động nơi trú ẩn của chúng. Cá đực có tập tính bảo vệ và chăm sóc những quả trứng.
Số ngạnh ở vây lưng: 12; Số vây tia mềm ở vây lưng: 12 - 14; Số ngạnh ở vây hậu môn: 2; Số vây tia mềm ở vây hậu môn: 12 - 14; Số vây tia mềm ở vây ngực: 15 - 17; Số vảy đường bên: 12 - 14.